# Martin Vitík
Martin Vitík (Praga, 21 de enero de 2003) es un futbolista checo que juega en la demarcación de defensa para el Bologna F. C. 1909 de la Serie A de Italia.

## Selección nacional
Hizo su debut con la selección de fútbol de República Checa el 20 de noviembre de 2023 en un partido de clasificación para la Eurocopa 2024 contra Moldavia que finalizó con un resultado de 3-0 tras los goles de David Douděra, Tomáš Chorý y Tomáš Souček.

### Participaciones en Eurocopas
| Copa          | Sede     | Resultado    | Partidos | Goles |
| ------------- | -------- | ------------ | -------- | ----- |
| Eurocopa 2024 | Alemania | Primera fase | 0        | 0     |

## Clubes
| Club               | País            | Año       | Partidos | Goles |
| ------------------ | --------------- | --------- | -------- | ----- |
| AC Sparta Praga II | República Checa | 2020-2022 | 15       | 3     |
| AC Sparta Praga    | República Checa | 2020-2025 | 155      | 13    |
| Bologna F. C. 1909 | Italia          | 2025-     |          |       |

## Palmarés

### Títulos nacionales
| Título                               | Club               | País            | Año  |
| ------------------------------------ | ------------------ | --------------- | ---- |
| Liga de Fútbol de la República Checa | A. C. Sparta Praga | República Checa | 2023 |
| Liga de Fútbol de la República Checa | A. C. Sparta Praga | República Checa | 2024 |
| Copa de la República Checa           | A. C. Sparta Praga | República Checa | 2024 |